# Bartolomé Morel
Bartolomé Morel (siglo XVI-c. 1579) fue un fundidor de Sevilla.

## Biografía
En 1552 el fundidor Juan Morel vivía en la collación de San Lorenzo y realizaba artillería y campanas. Tenía un hijo llamado Bartolomé Morel, que trabajó con él en el mismo oficio.
El tenebrario de la catedral de Sevilla es una pieza de bronce y madera diseñada por Hernán Ruiz el Joven. Fue realizado entre 1559 y 1562. La labor implicó al rejero Juan Delgado, a los carpinteros Juan Giralde y Juan Martín y al fundidor Bartolomé Morel.
En 1564 Juan Morel se obligó a realizar dos cañones de bronce con el escudo real para Francisco Hernández Moreno y Gregorio Espinosa.
En 1564 Bartolomé Morel realizó unos hierros para poner en las campanas de la catedral de Sevilla.
En el Archivo del Ayuntamiento de Sevilla figura que, en 1565, los propietarios de tres solares del barrio extramuros de San Bernardo, Lázaro Martínez de Cózar y su mujer María de Guzmán, los concedieron a censo perpetuo y por renta de 132 reales y 12 maravedís al oficial fundidor Juan Morel. En 1634 el Estado adquirió esta fundición, que fue ampliada en los siglos XVII y XVIII y sirvió como Real Fábrica de Artillería.
Bartolomé Morel se casó con María de Ribera. El matrimonio tuvo otro hijo con el mismo oficio, llamado Juan Morel Ribera. En 1565 Bartolomé fue fiador de su hijo Juan en un contrato para realizar una campana para la Iglesia de Santa Ana de Triana.
En 1565 se realizó el facistol para el coro de la catedral. Fue diseñado por Hernán Ruiz el Joven y acometido por el maestro mayor de carpintería Alonso Ruiz, el ensamblador Magnus Homan, el escultor Juan Marín y su oficial Francisco Hernández, el fundidor Bartolomé Morel, el impresor Alonso Hernández de Córdoba y el escultor Juan Bautista Vázquez.
En 1566 se le abonó una cantidad por una gran bola de bronce, conocida como la "tinaja", para colocar la veleta del campanario de la catedral.
El 28 de febrero de 1568 Bartolomé Morel se comprometió a realizar estas las esculturas de cuatro jarras, de hierro y bronce, para decorar el campanario de la catedral. Ese mismo año realizó también el Giraldillo, una veleta de bronce que representa en triunfo de la Fe, que fue colocada sobre este mismo campanario.
En 1571 murió en Nápoles el virrey Per Afán de Ribera y Portocarrero, II marqués de Tarifa y I duque de Alcalá de los Gazules. En 1572 su cuerpo fue trasladado a Sevilla, donde fue enterrado bajo una lápida de bronce con su imagen encargada por Fernando Enríquez de Ribera al escultor Juan Bautista Vázquez el Viejo y al fundidor Bartolomé Morel. Esta lápida se conserva en el Monasterio de la Cartuja de la ciudad.
En 1573 realizó las estatuas de unos leones para las esquinas de un estanque de los jardines del Alcázar de Sevilla.
En 1575 recibió 100 ducados por la realización de siete campanas para el campanario de la catedral.
Realizó la estatua de bronce del dios Mercurio de la fuente de la plaza San Francisco en 1576, trazada por Diego de Pesquera y Asensio de Maeda. Esta fuente fue restaurada en 1655 por Pedro Sánchez Falconete. La estatua original desapareció en un motín en 1712. En 1716 el cantero Juan Fernández Iglesias hizo una nueva fuente a la que se le colocó una estatua semejante. La actual fuente que se encuentra en esa plaza fue realizada Rafael Manzano Martos en 1974 y alberga la escultura del siglo XVIII.
En 1577 realizó una estatua del dios Mercurio, diseñada por Diego de Pesquera, para el centro del estanque del Alcázar para el que había realizado los leones previamente.

## Galería

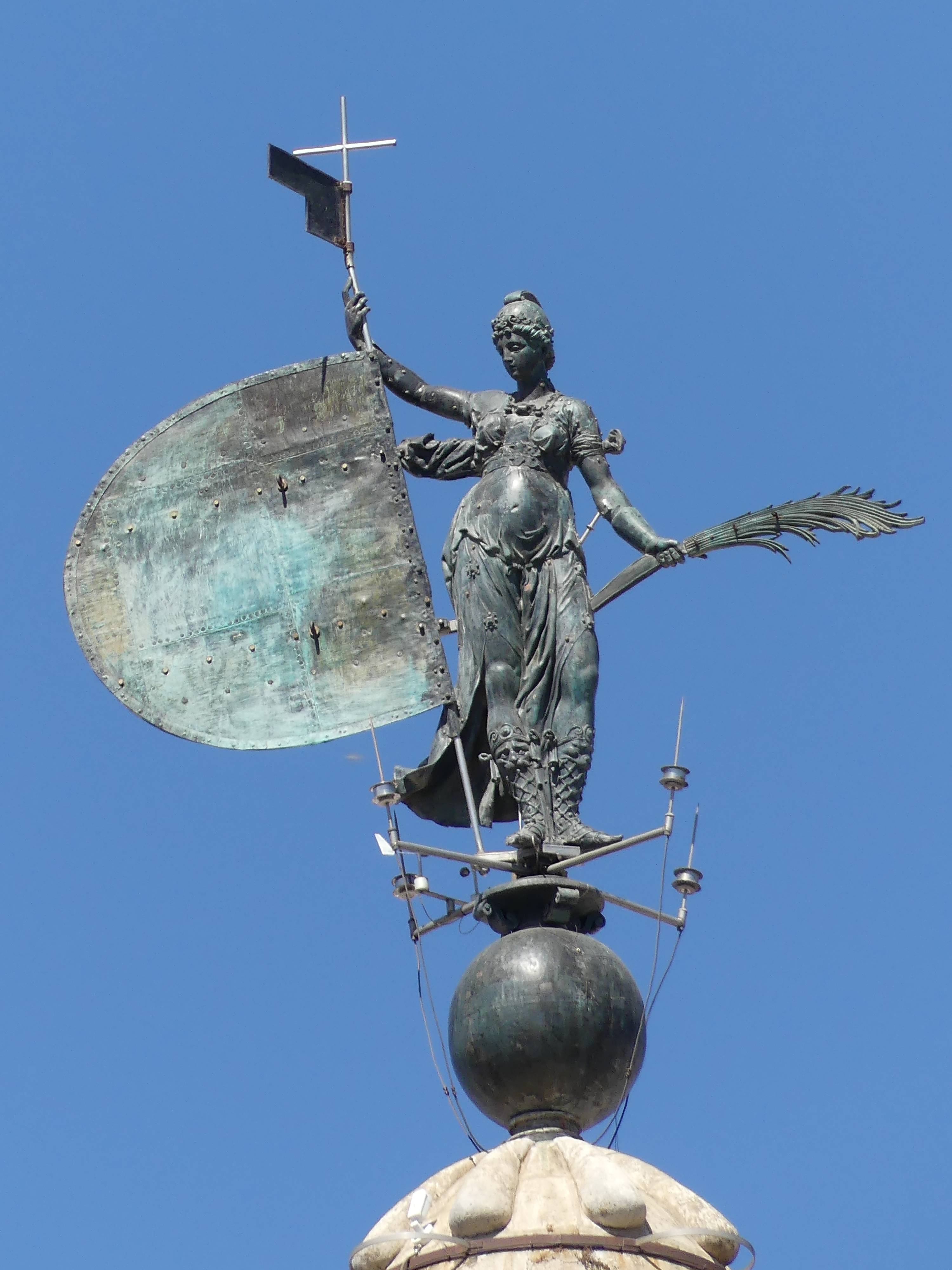
El Giraldillo.
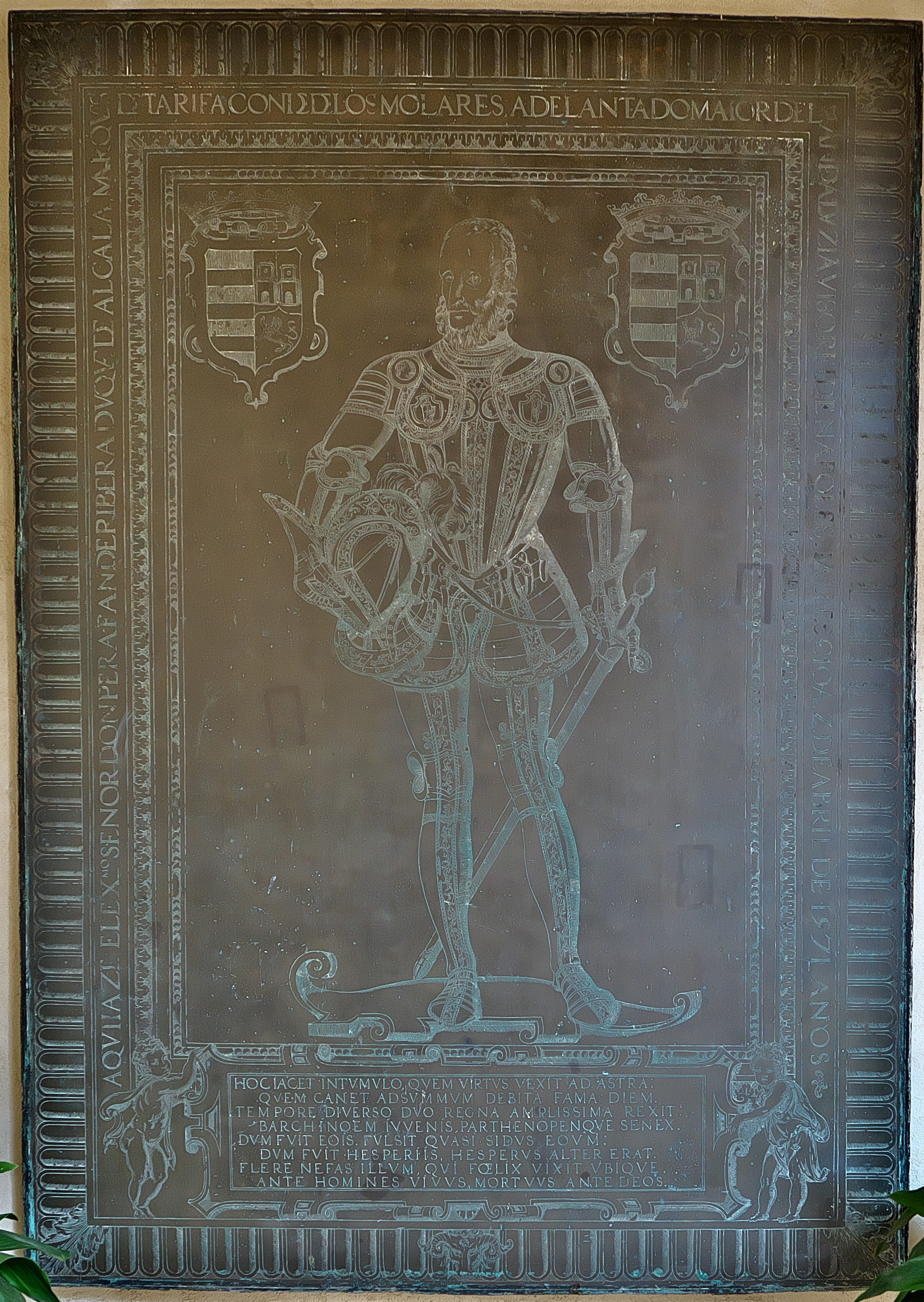
Lápida de Per Afán de Ribera y Portocarrero. Cartuja de Sevilla
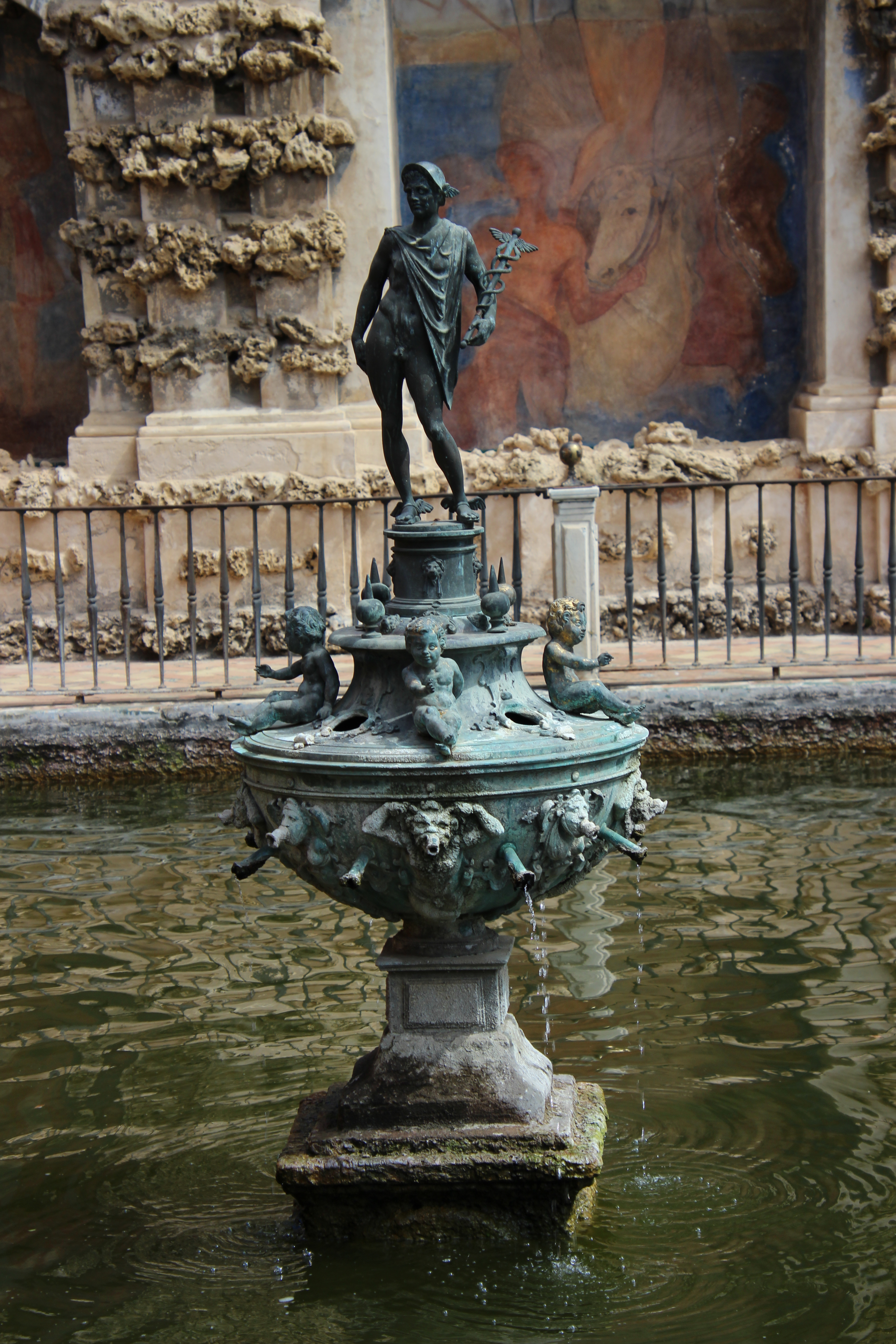
Estatua de Mercurio en un estanque de los jardines del Real Alcázar de Sevilla.
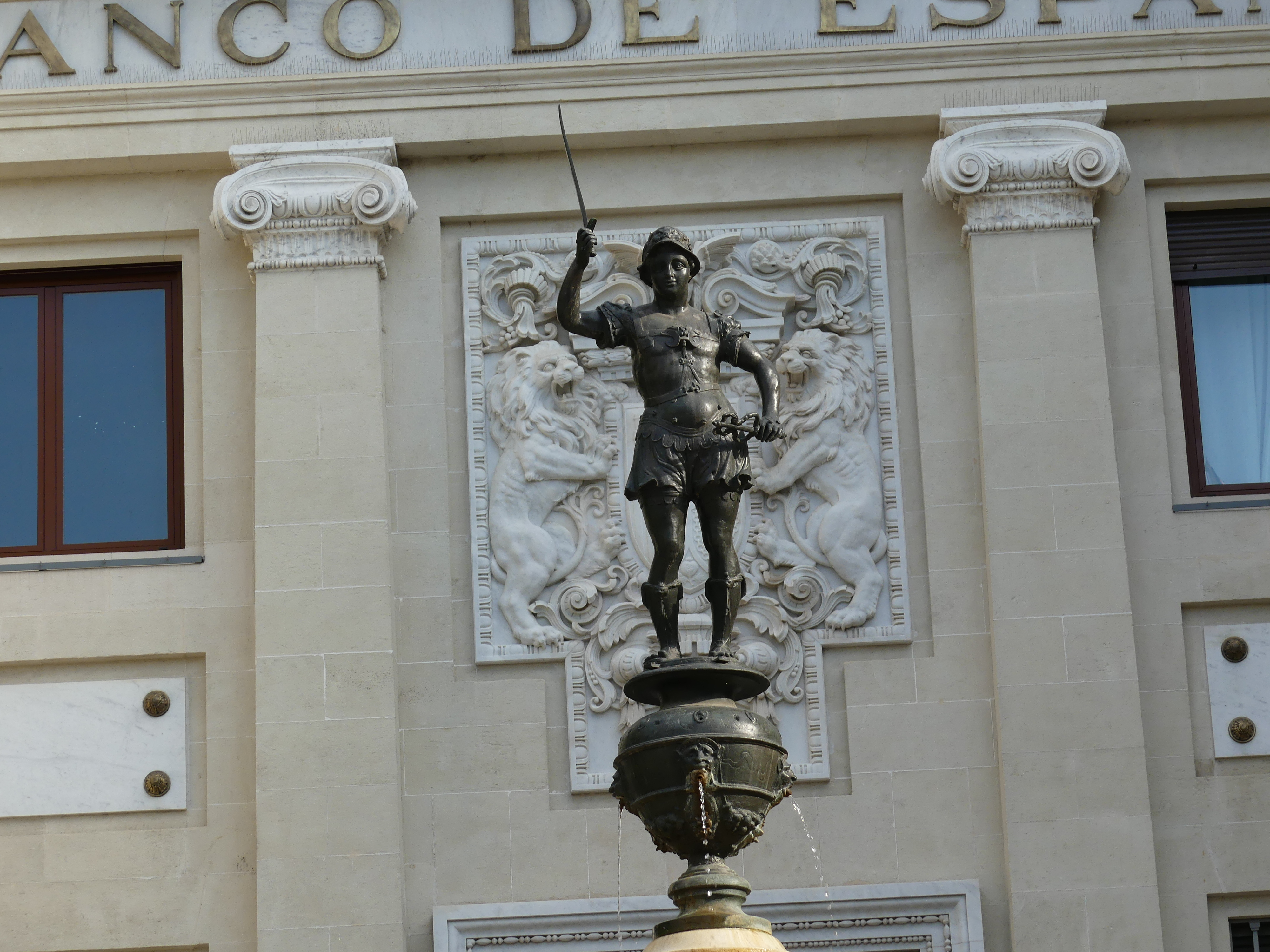
Estatua de Mercurio en la Plaza de San Francisco, del siglo siglo XVIII